# Zabolotivka, Ciortkiv
Zabolotivka (în ucraineană Заболотівка) este o comună în raionul Ciortkiv, regiunea Ternopil, Ucraina, formată numai din satul de reședință.

## Demografie
Componența lingvistică a comunei Zabolotivka
     Ucraineană (99,42%)
     Alte limbi (0,44%)
Conform recensământului din 2001, majoritatea populației comunei Zabolotivka era vorbitoare de ucraineană (99,42%), existând în minoritate și vorbitori de alte limbi.